# Kälarne
Kälarne est une localité de Suède dans la commune de Bräcke située dans le comté de Jämtland.
Sa population était de 399 habitants en 2019.